# Hackelia leptophylla
Hackelia leptophylla là loài thực vật có hoa trong họ Mồ hôi. Loài này được (Rydb.) I.M. Johnst. mô tả khoa học đầu tiên năm 1923.